# 라울 로드리게스
라울 로드리게스 나바로(Raúl Rodríguez Navarro, 1987년 9월 22일 바르셀로나 ~ )는 스페인의 축구 선수다.